# Solubilizzazione
La solubilizzazione è il trattamento termico riservato agli acciai austenitici (acciaio inossidabile e duplex) (il processo di solubilizzazione è applicato in forme leggermente diverse ad altre leghe metalliche non ferrose come alluminio-rame). 
Tale trattamento termico consiste in una fase di riscaldamento e mantenimento a temperatura elevata (tra i 1050 °C e i 1.200 °C, ma più frequentemente tra i 1050 °C e i 1100 °C) seguita da un rapido raffreddamento con acqua (finitura nera che richiede un successivo trattamento di decapaggio) o gas inerte (finitura brillante), volto a riportare in soluzione (e quindi ad evitare) i precipitati di carburi di cromo, che avrebbero altrimenti il tempo di formarsi in caso di un raffreddamento più lento. I carburi di cromo sono tipicamente responsabili della corrosione intercristallina.